# Orto sociale

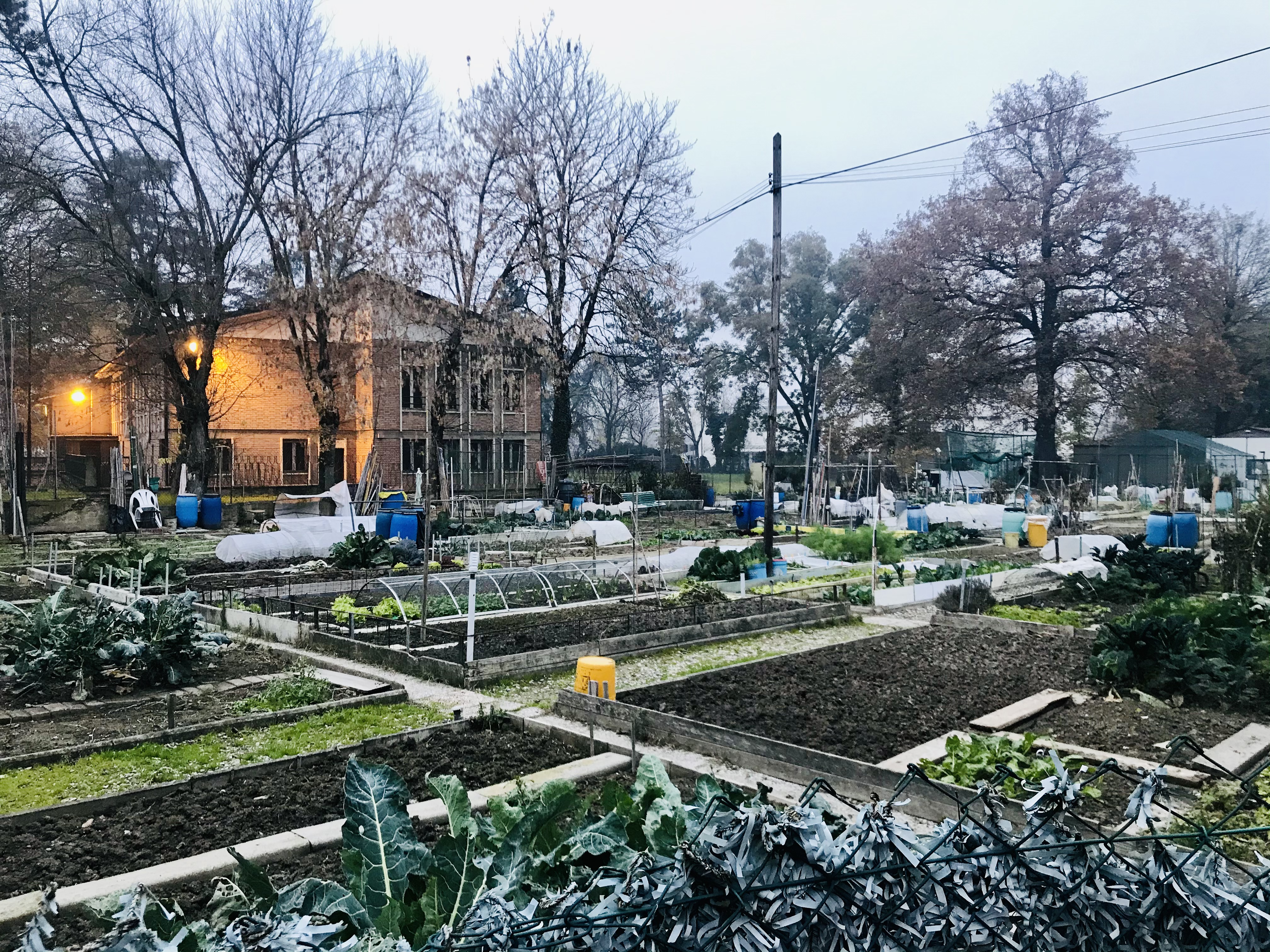
Orti sociali di Baragalla, in Reggio Emilia

Un orto sociale è un appezzamento di terreno, assegnato solitamente ad associazioni per finalità sociali, persone in condizioni di disagio, anziani, portatori di handicap o semplicemente alla comunità, affinché sia utilizzato come orto. La finalità è offrire la possibilità di produrre in proprio ortaggi senza fini di lucro, attraverso percorsi capaci di promuovere l'integrazione sociale.

## Descrizione
Gli orti sociali rappresentano uno spazio collettivo e condiviso dedicato alla coltivazione di ortaggi, erbe aromatiche e piante ornamentali, gestito e utilizzato da una comunità locale. Questi orti sono situati principalmente in contesti urbani, occupando spesso terreni pubblici o privati concessi in uso temporaneo. L'accesso agli orti sociali è aperto a tutti i membri della comunità, indipendentemente dall'età, dallo status socioeconomico o dalle abilità fisiche. La gestione degli orti sociali è solitamente organizzata in modo partecipativo e democratico, coinvolgendo i membri della comunità nella pianificazione, nell'organizzazione delle attività di coltivazione e nella distribuzione del raccolto. Le decisioni riguardanti la gestione degli orti sociali vengono prese attraverso processi decisionali inclusivi e democratici, con un'attenzione particolare alla promozione dell'equità e della diversità all'interno della comunità. Gli orti sociali non sono semplici luoghi di produzione alimentare, ma rappresentano anche spazi di socializzazione, apprendimento e condivisione di conoscenze. Le attività svolte negli orti sociali vanno oltre la coltivazione delle piante e includono workshop educativi, eventi culturali, incontri comunitari e attività ricreative. L'approccio alla coltivazione negli orti sociali spesso si basa su principi agroecologici e di agricoltura biologica, promuovendo pratiche sostenibili che rispettano l'ambiente e la biodiversità locale. Questo può includere l'uso di compostaggio, la rotazione delle colture, l'impiego di piante e l'evitare l'uso di pesticidi e fertilizzanti sintetici. Gli orti sociali svolgono un ruolo importante nel promuovere la sicurezza alimentare e la sovranità alimentare a livello locale, fornendo un'opportunità per produrre cibo fresco, sano e accessibile direttamente nelle comunità urbane. Inoltre, gli orti sociali possono contribuire alla riduzione dell'impronta ecologica associata al trasporto e alla distribuzione di alimenti attraverso le catene di approvvigionamento convenzionali.
Oltre ai benefici diretti legati alla produzione alimentare, gli orti sociali offrono una serie di vantaggi sociali, tra cui la promozione dell'inclusione sociale, la creazione di reti di supporto tra i membri della comunità, la riduzione dell'isolamento sociale e il miglioramento della salute mentale e fisica attraverso l'attività all'aperto e il contatto con la natura. Tuttavia, gli orti sociali possono anche incontrare delle sfide, tra cui la disponibilità di terreni adatti, la gestione delle risorse idriche, la sicurezza e la manutenzione degli spazi, nonché la necessità di garantire l'accessibilità e l'inclusione di tutti i membri della comunità.